# اونتر دن لیندن

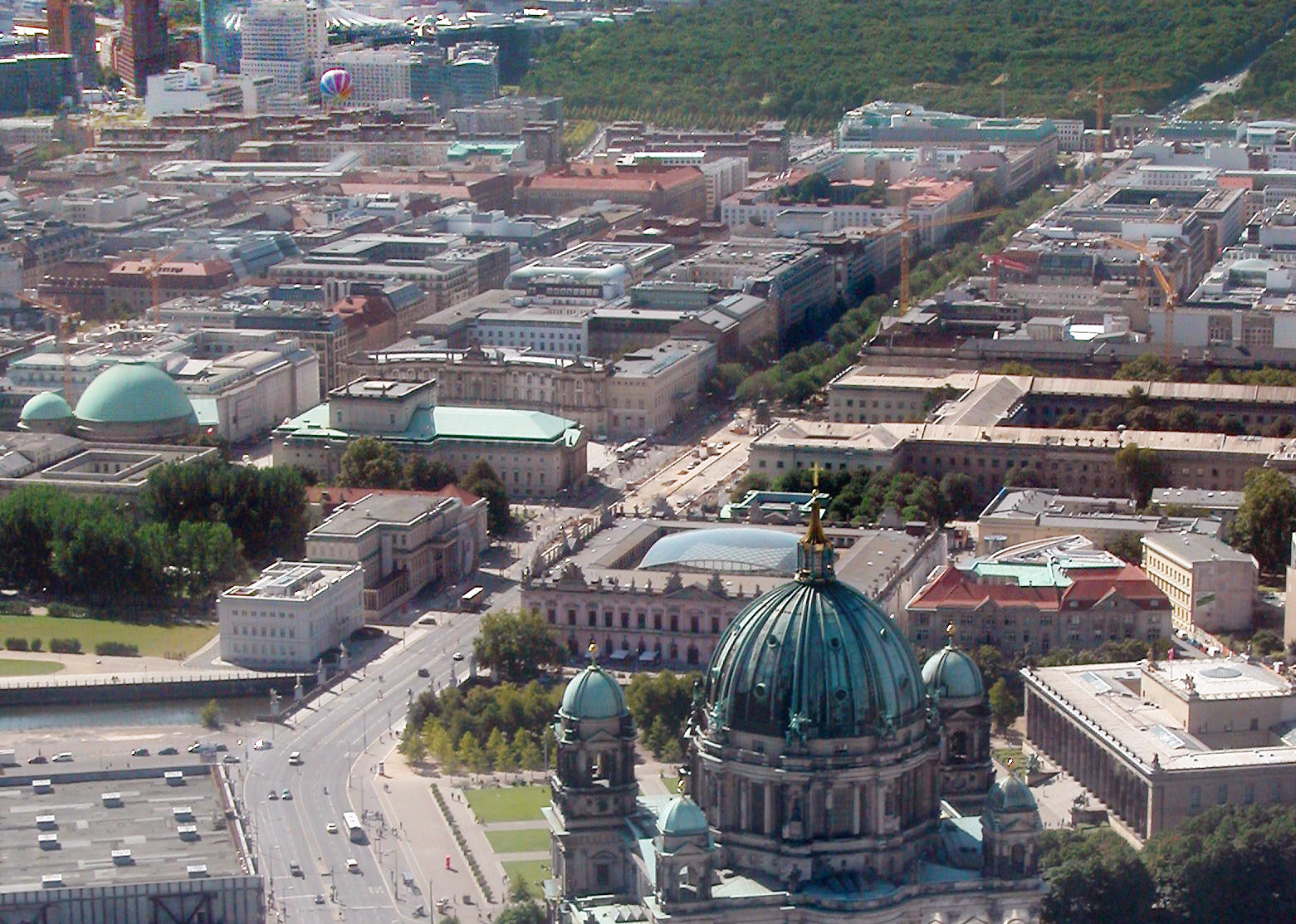
آنتر دن لیدن از کلیسای جامع برلین تا دروازه براندنبورگ و پارک تیرگارتن، نمایی از برج تلویزیون، ۲۰۰۵

اونتر دن لیندن (به آلمانی: [ˈʊntɐ deːn ˈlɪndn̩]، «زیر درختان نمدار») یک بلوار در منطقه مرکزی میته برلین در آلمان است. از کاخ شهر تا دروازه براندنبورگ امتداد دارد و از درخت‌های نمدار نام‌گذاری شده‌است که در مرکز خرید عابر پیاده‌روی چمن‌زار در وسط و دو باند عبور پهن قرار گرفته‌اند. این خیابان، بسیاری از مناظر برلین، مکان‌های دیدنی و رودخانه‌ها را برای گشت و گذار به هم متصل می‌کند.